# Leptostylopsis monin
Leptostylopsis monin är en skalbaggsart som beskrevs av Marc Micheli 2004. Leptostylopsis monin ingår i släktet Leptostylopsis och familjen långhorningar. Inga underarter finns listade i Catalogue of Life.